# Polyommatus polyphemus
Polyommatus polyphemus är en fjärilsart som beskrevs av Eugen Johann Christoph Esper 1780. Polyommatus polyphemus ingår i släktet Polyommatus och familjen juvelvingar. Inga underarter finns listade i Catalogue of Life.